# Philipp Wittrock (Jurist)
Philipp Christian Ludwig Heinrich Emil Wittrock (* 4. Juni 1834 in Oesterbygaard; † 27. August 1918 in Lokstedt bei Hamburg) war ein deutscher Jurist und Parlamentarier.

## Leben
Philipp Wittrock studierte Rechtswissenschaft an der Ruprecht-Karls-Universität Heidelberg und der Christian-Albrechts-Universität zu Kiel. 1857 wurde er Mitglied des Corps Holsatia. Nach dem Studium war er ab 1859 Rechtsanwalt in Lauenburg/Elbe und ab 1864 Stadtsekretär in Schleswig. 1867 wurde er zum Kreisrichter in Schleswig und später zum Landgerichtsdirektor in Lokstedt bei Hamburg ernannt. Zuletzt lebte er in Altona.
Von 1873 bis 1879 saß Wittrock als Abgeordneter des Wahlkreises Schleswig-Holstein 6 (Schleswig ohne Stadtkreis Friedrichstadt) im Preußischen Abgeordnetenhaus. Er gehörte der Fraktion der Nationalliberalen Partei an. Er erhielt den Charakter als Geheimer Justizrat.